# Simris socken
Simris socken i Skåne ingick i Järrestads härad, uppgick 1952 i Simrishamns stad och området ingår sedan 1971 i Simrishamns kommun och motsvarar från 2016 Simris distrikt.
Socknens areal var 11,10 kvadratkilometer varav 11,06 land. År 2000 fanns här 1 428 invånare. En del av Simrishamn, en del av tätorten Brantevik samt tätorten Simris med sockenkyrkan Simris kyrka ligger i socknen.

## Administrativ historik
Socknen har medeltida ursprung. 
Vid kommunreformen 1862 övergick socknens ansvar för de kyrkliga frågorna till Simris församling och för de borgerliga frågorna bildades Simris landskommun. Landskommunen uppgick 1945 i Simris-Nöbbelövs landskommun som 1952 uppgick i Simrishamns stad som 1971 ombildades till Simrishamns kommun. Församlingen uppgick 2006 i Simrishamns församling.
1 januari 2016 inrättades distriktet Simris, med samma omfattning som församlingen hade 1999/2000.  
Socknen har tillhört län, fögderier, tingslag och domsagor enligt vad som beskrivs i artikeln Järrestads härad. De indelta soldaterna tillhörde Södra skånska infanteriregementet, Ingelsta kompani och Skånska dragonregementet, Borreby skvadron, Svabeholms kompani.

## Geografi
Simris socken ligger närmast sydväst om Simrishamn vid Österlens sydöstra kust. Socknen är en odlad slättbygd.

## Fornlämningar
Boplatser och två hällkistor från stenåldern är funna. Från bronsåldern finns gravar, en hällristning och stensättningar. Två runstenar finns vid kyrkan.

## Namnet
Namnet skrevs på mitten av 1100-talet Simbrosa och kommer från kyrkbyn. Förleden innehåller ett äldre namn på Tommarpsån, Sim(b)r(a), 'den långsamt flytande'. Efterleden innehåller os, 'åmynning'..
Före 1869 skrevs namnet Cimris socken.